# デスペラードス ～崖っぷち女子旅～
『デスペラードス 〜崖っぷち女子旅〜』（原題:Desperados）は2020年に配信されたアメリカ合衆国のコメディ映画である。監督はLP、主演はナシム・ペドラドが務めた。

## 概略
ウェズリーはショーンとの初デートに臨んだが、残念な結果に終わってしまった。帰宅しようとしたところ、ウェズリーは転倒して意識を失った。しばらくして、意識を取り戻したウェズリーの目に飛び込んできたのは自分好みのイケメン、ジャレッドの姿であった。ジャレッドはウェズリーを介抱してくれたのである。運命を感じた2人はそのまま恋に落ち、ベッドを共にするに至った。
それから5日が経過したにも拘らず、ジャレッドからの連絡は一切なかった。ウェズリーは「セックスをするために自分に近寄ったのか」と憤慨し、友人2人（アンゲルとブルック）の煽りもあって、ジャレッドに罵詈雑言を書き殴ったメールを送りつけた。一発お見舞いして吹っ切れたウェズリーだったが、ほどなくしてジャレッドから電話がかかってきた。ジャレッドは旅先のメキシコで事故に遭い、治療を受けていたのだという。ウェズリーは真実を知って一気に青ざめたが、あるアイデアを思いついた。「ジャレッドが問題のメールを見る前に、彼のパソコンからメールを削除してしまえば良い」と。ウェズリーはアンゲルとブルックを連れて、直ちにメキシコへと向かった。
現地に到着した3人だったが、ジャレッドの携帯がどこにあるのか全く見当が付かなかった。そんな折、ウェズリーはショーンとまさかの再会を果たした。これが事態を一層ややこしくするのだった。

## キャスト
- ナシム・ペドラド - ウェズリー（吹替：本名陽子）
- アンナ・キャンプ - ブルック（吹替：木下紗華）
- ヘザー・グラハム - アンゲル・デ・ラ・パス（吹替：藤貴子）
- ロビー・アメル - ジャレッド（吹替：渡部俊樹）
- ラモーネ・モリス - ショーン（吹替：藤巻大悟）
- サラ・バーンズ - ケイリー（吹替：白川万紗子）
- マイク・ミッチェル - 髭を生やした男
- ジェシカ・チャフィン - デビー

## 製作
エレン・ラポポートが執筆した本作の脚本は2009年のブラックリスト入りを果たしていた。同年11月5日、ユニバーサル・ピクチャーズが本作の映画化に着手し、アイラ・フィッシャーを主演に起用する意向であると報じられた。製作が遅々として進まなかったため、ユニバーサル・ピクチャーズは本作の権利をNetflixに売却した。2019年3月18日、LPが監督に起用され、アンナ・キャンプ、ロビー・アメル、ジェイソン・ミッチェルの出演が決まったとの報道があった。5月、ミッチェルがテレビドラマの撮影中に不適切な言動を共演者に浴びせたとの告発があり、それを重く見たNetflixがミッチェルの降板を決断した。ミッチェルの代役はラモーネ・モリスが務めることになった。
2020年5月17日、本作の劇中写真が初めて公開された。6月16日、マテオ・メッシーナが本作で使用される楽曲を手掛けるとの報道があった。18日、本作のオフィシャル・トレイラーが公開された。

## 評価
本作に対する批評家からの評価は芳しいものではない。映画批評集積サイトのRotten Tomatoesには15件のレビューがあり、批評家支持率は27%、平均点は10点満点で3.94点となっている。また、Metacriticには8件のレビューがあり、加重平均値は43/100となっている。